# Luka Petrušić
Luka Petrušić (Zagreb, 15. rujna 1982.) je hrvatski kazališni, televizijski i filmski glumac.

## Filmografija

### Televizijske uloge
- "Mrkomir Prvi" kao širitelj tračeva (2023.)
- "Metropolitanci" kao policajac Mijo (2022.)
- "Ko te šiša" kao pogrebnik (2018.)
- "Crno-bijeli svijet" kao visoki kolega (2016.)
- "Provodi i sprovodi" kao Damir (2011.)
- "Stipe u gostima" kao Janez/policajac Drago (2009. – 2013.)
- "Zakon!" kao Miro (2009.)
- "Mamutica" kao Kizo (2009.)
- "Dobre namjere" kao Staksov prijatelj (2008.)
- "Operacija Kajman" kao konobar (2007.)
- "Bitange i princeze" kao nogometaš Kraljčec (2007.)
- "Bibin svijet" kao Boris (2007.)
- "Odmori se, zaslužio si" kao policajac/rekviziter (2006. – 2013.)
- "Bumerang" kao Antiša (2005. – 2006.)
- "Ljubav ili smrt" kao Zlatko (1999.)

### Filmske uloge
- "Majmunska posla" (kratki film) kao alpinist (2020.)
- "Dnevnik Diane Budisavljević" kao pilar (2019.)
- "Narodni heroj Ljiljan Vidić" kao Ljudevit (2015.)
- "Projekcije" kao Robert (2013.)
- "Brija" kao Kreo (2012.)
- "Zagorski specijalitet" kao Ivek (2012.)
- "Pokreni se" kao Miro (2011.)
- "Šuma summarum" kao Muhlo (2010.)
- "Neke druge priče" kao gost na partiju (2009.)
- "Čovjek ispod stola" kao Groš (2009.)
- "Pratioci" (2008.)
- "Montaža - Razglednica iz Hrvatske" (2006.)
- "Buket" (2006.)
- "Snivaj, zlato moje" kao mladić #1 (2005.)
- "Oprosti za kung fu" kao Marko (2004.)
- "100 minuta Slave" kao Juraj Raškaj (2004.)
- "Holding" kao zaposlenik fotokopirnice (2001.)
- "Želim tebe" kao Honda (1998.)
- "Novogodišnja pljačka" kao fantom (1997.)

### Kazališne uloge
- "Kralj A" (2007.)
- "Zabranjeno za mlađe od 16" (2007.)

### Sinkronizacija
- "Cvrčak i Mravica" kao Rudi (2023.)
- "Dolittle" kao noj Plimpton (2020.)
- "Frka" kao Robert Vanderwhoozie (2019.)
- "Veliko putovanje" kao zec Oskar (2019.)
- "Lego Film 2" kao Emmet Brikovski (2019.)
- "Eliot spašava Božić" (2018.)
- "Stopalići" kao jeti Flim (2018.)
- "Bijeli očnjak" (2018.)
- "Luka i čarobni muzej" kao vrag #1 (2018.)
- "Vau vau zvijezda" kao Riff (2017.)
- "Mali Bigfoot" kao Garcia, pripravnik i Tom (2017.)
- "Ledeno doba: Veliki udar" kao Rođer (2016.)
- "Tajni život ljubimaca, 2" kao Norman i sporedne uloge (1) (2016., 2019.)
- "Ratchet i Clank" kao dr. Nefarious (2016.)
- "Tko se boji vuka još" kao Mak (2016.)
- "Mali princ" kao gospodin Princ (2015.)

## Vanjske poveznice
- Profil  Arhivirana inačica izvorne stranice od 24. svibnja 2013. (Wayback Machine) na stranici Male scene
- Luka Petrušić u internetskoj bazi filmova IMDb-u (engl.)